# タイサンインターナショナル
株式会社タイサンインターナショナルは、レーシングチームを運営する日本の企業。チーム名としてはTeam TAISAN（チーム・タイサン）を用いる。本社は東京都大田区。

## 概要
日本のプライベーターチームとしてGT/ツーリングカーレースで活動。全日本ツーリングカー選手権や全日本GT選手権（JGTC） → SUPER GT、さらには海外ではル・マン24時間レースにも参戦するなど、長年の参戦実績を誇る。

## 実績
チーム・タイサンとポルシェとの関わりは深く、1983年（昭和58年）のWEC-JAPANにポルシェ・956で参戦して以来、ポルシェ・962、ポルシェ・993GT2、ポルシェ・993RSR、ポルシェ・996GT3Rなど、名だたるマシンを走らせてきた。チームの初勝利は、1984年（昭和59年）の富士500km。もちろんこの初勝利もポルシェで挙げている。その後もチーム・タイサンの活躍は続き、現在までに国内外合わせ50勝以上を挙げている。2000年（平成12年）にはル・マン24時間レースのGTクラスに初出場しクラス優勝という快挙を達成したほか、JGTCのGT300クラスの年間チームタイトルと年間ドライバーズタイトル、鈴鹿1000kmでクラス優勝するなど、圧倒的な強さを誇っている。
なお2014年（平成26年）以降は日産、アウディを採用している。
代表の千葉の活動35周年に当たる2018年（平成30年）をもってSUPER GTから撤退。撤退理由には「勝てる体制が作れなくなってきたこと」「自社の本業の電磁ポンプとの相乗効果が薄くなっていること」を挙げており、今後は電気自動車（EV）によるレースに専念する方針である。

### 全日本GT選手権
JGTC → SUPER GTには、1994年（平成6年）のカテゴリー発足当初から参戦し続けている古参チームであったが、2018年（平成30年）限りで撤退した。
発足当初はGT500クラス、後にGT500とGT300両クラスに参戦した。主にポルシェを走らせているが、一時期はGT500クラスでバイパーを走らせていた。2001年（平成13年）以降はGT300のみで、ポルシェ911GT3を使用している。
1994年（平成6年）はGT1クラスのみにエントリー。初年度はフェラーリ・F40とポルシェ・962Cを走らせていた。第3戦富士スピードウェイで、近藤真彦がチームメイトのアンソニー・レイドとともに全日本GT選手権の初優勝を飾る。最終戦MINEサーキットでタイサン スターカード F40の太田哲也/オスカー・ララウリ組が優勝し、初年度で2勝を挙げる活躍を見せた。
| TAISAN STARCARD F40 |  | TAISAN STARCARD F40 |
| TAISAN STARCARD F40 |  |                     |

1995年（平成7年）はGT1クラスでフェラーリ・F40が2台、ポルシェ・911GT2が2台、GT2クラスでBMW・M3が2台の計6台を走らせることとなった。第2戦富士スピードウェイでタイサンポルシェGT-2の松田秀士/飯田薫組が、第5戦スポーツランドSUGOでタイサンスターカードGT-2のアンソニー・レイド/近藤真彦組が、最終戦CP MINEサーキットでSTPタイサンポルシェGT-2の松田秀士/鈴木恵一組がそれぞれ優勝し、GT1クラスのチームタイトルに輝いた。
1996年（平成8年）はクラス名称がそれぞれGT500とGT300に変わり、GT500クラスにはポルシェ・911GT2とフェラーリ・F40で参戦。GT300クラスにはポルシェ・911RSRとポルシェ・993RS、BMW・M3が参戦した。 GT300クラスで鈴木恵一/新田守男組のタイサンスターカードRSRが3勝をあげ圧倒的強さでドライバーズ、チーム両タイトルを手にした。
1997年（平成9年）はGT500クラスにポルシェ・911GT2とクライスラー・バイパーGTS-R、GT300クラスにはポルシェ911RSRで参戦した。バイパーは参戦初年度のため結果はあまりは振るわなかった。GT300のタイサンスターカードRSRは2年連続でチャンピオン争いを演じ2勝を上げたものの、ドライバーズ、チーム両方とも１ポイント差の2位でシリーズを終えた。
1998年（平成10年）はGT500クラスにクライスラー・バイパーGTS-Rで参戦。GT300クラスでは土屋エンジニアリングとジョイント、TEAM TAISAN Jr. with つちやとしてトヨタ・MR2で参戦した。 ドライバーは､鈴木恵一/舘信吾。つちやMR2が6戦中5勝と圧倒的な強さを見せ、最終戦を待たずにドライバーズ、チーム両タイトルを手にした。
1999年（平成11年）はGT500クラスにクライスラー・バイパーGTS-Rで参戦。GT300クラスでは第5戦・富士からポルシェ・911GT3（タイプ996）をエントリーさせ、デビューレースで優勝。最終戦のもてぎでも優勝し、大活躍。これが2000年（平成12年）の圧倒的な強さへの原動力ともなった。
2000年（平成12年）はGT500クラスにクライスラー・バイパー、GT300クラスにポルシェ・911GT3Rが2台の3台体制であった。バイパーは第6戦からGT300クラスに参戦した。26号車は開幕から2連勝を飾るなど圧倒的な強さを見せ付け、結局3勝を挙げてチーム・ドライバー（福山英朗）両タイトルを獲得。28号車も1勝し、チームで通算4勝を挙げる大活躍となった。
2001年（平成13年）はGT300クラスにポルシェ・911GT3Rの2台とクライスラー・バイパーの3台体制で参戦した。ポルシェ勢のなかでマシンにカナードをいち早く取り付けるなど様々な改良を施して戦うものの、前年の圧倒的な強さから性能調整を強いられて苦戦することになった。ドライバーズランキングは4位だったが2台体制の強みによりGT300クラスのチームタイトルを獲得した。
2002年（平成14年）はGT300クラスにポルシェ・911GT3Rの3台とクライスラー・バイパーの4台体制となった。ポルシェは前年の不振からマシンを大きくモディファイしたが、シルビアやMR-S、さらに第2戦からデビューしたVemac・RD320Rの後塵を拝する形となったが、第5戦富士で逆転優勝を果たし2年ぶりの勝利となった。ドライバーズランキングは前年同様4位だったが、3年連続のチームタイトルは獲得した。
2003年（平成15年）はGT300クラスにポルシェ・911GT3Rが2台とクライスラー・バイパーの3台体制となった。バイパーは新型となって戦闘力を大幅に増し、雨の第4戦富士でバイパーの初優勝を果たした。ポルシェの方も序盤で24号車と26号車がそれぞれ優勝し波に乗り、最終戦を26号車がポイントリーダーで迎えるが、追突によりマシンのリアが大破する。しかしその状態でなんとか8位に入り2ポイントを獲得したが、Zに逆転され結局ランキング3位で終えた。しかし4年連続のチームタイトルを獲得する。
2004年（平成16年）はバイパーがスポンサー消失のため撤退。GT300クラスにポルシェ・911GT3R1台体制になってしまった。ライバル勢の速さについていくことが出来ず、昨年までの強さを無くし結局ドライバーズ17位、チーム14位と低迷してしまった。

### SUPER GT

#### 2005年（平成17年）
- #26　DIRECTION TAISAN ゲンバラGT3R
- ドライバー:山岸大／井尻薫(Rd.1-2)・伊橋勲(Rd.3)・井上貴志(Rd.8)
- タイヤ:ヨコハマ
- マシン:ポルシェ・911GT3RS

ほとんど進化のなかったポルシェではもはや完全に勝負にならず、第3戦をもって一時撤退。その後最終戦に再び参戦するも、やはり結果が残せずノーポイントでシーズンを終えた。

#### 2006年（平成18年）
- # 26　トモタイサンエンドレスGT3R
- ドライバー:山路慎一／西澤和之
- タイヤ:ヨコハマ
- マシン:ポルシェ・911GT3RS

開幕戦を欠場し、第2戦岡山と第3戦富士、第9戦富士にスポット参戦という形になったが、マシンのフロントフェンダーを大幅に改造してフロントタイヤの大型化をし、弱点であったコーナーリングスピードを上げることで一気に戦闘力を上げて来た。さらにポルシェの救済措置でリストリクター径アップにも助けられた格好となり、第3戦と第9戦の富士では得意の直線を生かし一時トップを走る快走を見せた。

#### 2007年（平成19年）
- #26　ユンケルパワー タイサン ポルシェ
- ドライバー:谷口信輝／山路慎一(Rd.1-3)・ドミニク・ファーンバッハー(Rd.5-9)／西澤和之(Rd.4,6)
- タイヤ:ヨコハマ
- マシン:ポルシェ・911GT3RS

谷口の加入により期待の持てるシーズンとなったが、第2戦岡山で3位に入り久々の表彰台に上がる。その後第3戦富士や第5戦菅生、第6戦鈴鹿など上位に食い込みながらなかなか結果に表れないレースが続いたが、第7戦もてぎでフロントローを獲得、スタートでトップに立つとそのまま独走で4年ぶりの優勝、チームタイサンとして26勝目の勝利を果たした。最終戦でも優勝し年間2勝を挙げる大活躍でランキングはドライバーズ6位、チーム5位となった。

#### 2008年（平成20年）
- #26　ユンケルパワー タイサン ポルシェ
- ドライバー:谷口信輝／山路慎一(Rd.1-8)・ドミニク・ファーンバッハー(Rd.9)
- タイヤ:ヨコハマ
- マシン:ポルシェ・911GT3RS

さらに熟成されたマシンで開幕戦から2戦連続表彰台に乗るが、性能調整によりリストリクターが絞られると、しばらく苦しい戦いを強いられる。しかし、吸気ダクトを新たに引いたことでパワーのロスを最小限に抑えることに成功し、さらにマシンの主にリアフェンダーやリアウィングをGT500風に大改造、コーナーでも引けを取らないポルシェへと変貌したことにより、第7戦茂木でポールポジションを獲得した。ポイントを積み重ねていたことで久々のチャンピオン争いをするシーズンとなるが、第8戦オートポリスで追突によりリタイアとなってしまい、タイトル争いから脱落。最終戦富士ではレクサス・IS350とのバトルを制し優勝を挙げ、ランキングはドライバーズ3位（谷口信輝)、チーム4位という成績を残した。

#### 2009年（平成21年）
- #26　UP START タイサンポルシェ
- ドライバー:黒澤治樹(Rd.1-4,6-7,9)・黒澤翼(Rd.5)／阿部翼(Rd.1-3,5-9)／筒井克彦(Rd.4,6,8)
- タイヤ:ヨコハマ
- マシン:ポルシェ・911GT3RS

2009年（平成21年）はドライバーが一新されたものの、前年の活躍もあり期待されたシーズンとなった。得意な第3戦富士では4位とまずまずの成績を残したが、そこからはまさに負の連鎖であった。第4戦セパンではトラブルの車に接触され1周リタイア、第5戦菅生では2位を走っていながらタイヤ選択を誤ったため下位に沈む。第6戦鈴鹿700kmではトップに立った次の周にパンクという事態に泣かされ、第7戦富士ではペナルティーで表彰台を棒に振り、第8戦オートポリスではピットイン前で2位になるものの、燃費が悪いためピットに時間が掛かり上位進出ならずと、とことん不運に泣かされたシーズンとなった。ランキングもドライバーズ13位、チーム11位と、昨シーズンに比べ沈んでしまった。

#### 2010年（平成22年）
- #26　CINECITTA' タイサンポルシェ
- ドライバー:イゴール・スシュコ（Rd.1-3,5-7）／植田正幸／密山祥吾（Rd.6,8,FSC）
- タイヤ:ヨコハマ
- マシン:ポルシェ・911GT3RS

- #51　Sabelt CINE CITTA'タイサンポルシェ
- ドライバー:坂本雄也／密山祥吾（Rd.3,5,7）／山内英輝（Rd.8,FSC）
- タイヤ:ヨコハマ
- マシン:ポルシェ・911GT3RS

国際流通大手のユナイテッド・パーセル・サービスがスポンサーとなり、同時に同チームの国際流通もサポートすることとなった。また、久しぶりの2台体制で臨むこととなった。第6戦鈴鹿700kmでは26号車が2年ぶりのポールポジションを獲得するものの、ウォームアップ中にクラッシュ、なんとか修理して出走したものの500クラスと接触しリタイアとなってしまった。ランキングはドライバーズ、チーム共に20位と大きく低迷。

#### 2011年（平成23年）
- #26　Verity TAISAN Porsche
- ドライバー:松田秀士（Rd.1-3,6,8,FSC）／峰尾恭輔（Rd.1-7,FSC）／山下潤一郎（Rd.2,4,5,7,8）／密山祥吾（Rd.5)
- タイヤ:ヨコハマ
- マシン:ポルシェ・911GT3RS

- #41　NetMove TAISAN Ferrari
- ドライバー:山路慎一／小泉洋史（Rd.1,2,4-6）／密山祥吾（Rd.2）／峰尾恭輔（Rd.8）／山下潤一郎（FSC）
- タイヤ:ヨコハマ
- マシン:フェラーリ・F430

26号車に松田秀士が、41号車に山路慎一が復帰した(なお、山路のGT参戦はこの年が最後となった)。第1戦岡山では26号車が久々の上位争いをするものの、ブレーキングで姿勢を乱し接触、ペナルティのため後退してしまった。第6戦富士では予選2位から2周目一瞬トップに立ったものの、直後に接触によりパンク、またしても勝負権を失ってしまう不運に見舞われてしまった。

#### 2012年（平成24年）
- #911　エンドレス TAISAN 911
- ドライバー:峰尾恭輔／横溝直輝
- タイヤ:ヨコハマ
- マシン:ポルシェ・911GT3R (2012年型)

2006年（平成18年）以来となるENDLESSとのジョイント、2012年型FIA-GT3仕様のポルシェの導入、ドライバーもフル参戦と久しぶりにタイトル争いをする体制を整えて臨むシーズンとなった。開幕戦岡山はポールポジションからスタートするも、終盤オーバーテイクされ2位で終わった。第3戦セパンではオープニングラップの1コーナーでスピン、最後尾まで落ちるものの2位まで追い上げを見せた。その後も地道にポイント獲得を重ね、第7戦オートポリスでタイヤ無交換作戦を成功させ2位になると、ランキング3位で最終戦までチャンピオン争いに残った。最終戦茂木では、予選2位からトップのハンコックポルシェを早々にオーバーテイクすると、ライバルの不運もありそのままトップでゴールし、2000年（平成12年）以来のドライバーズタイトル、2003年（平成15年）以来のチームタイトルを獲得した。

#### 2013年（平成25年）
- #0　ENDLESS TAISAN PORSCHE
- ドライバー:峰尾恭輔／横溝直輝
- タイヤ:ヨコハマ
- マシン:ポルシェ・911GT3R (2013年型)

ドライバーに変更はないものの、新たにチーム名を変更。千葉代表と親交が深い、クレイジーケンバンドの横山剣の名が加わることになり、『TEAM TAISAN 剣 ENDLESS』となった。
ディフェンディングチャンピオンとして2013年モデルのポルシェ・911GT3Rを投入し期待されたものの、性能調整として大幅にリストリクターを絞られたためワイド化されたマシンはバランスが悪く、大苦戦を強いられることとなった。シーズン途中でややリストリクターの大きい2012年型ポルシェ・911GT3Rに変更するものの、表彰台は第4戦・菅生での3位が1度のみで、優勝争いにも加われずにシーズンを終えた。

#### 2014年（平成26年）
- #67　STP タイサン GAIA POWER GT-R
- ドライバー:横溝直輝／密山祥吾／峰尾恭輔(Rd.6)
- タイヤ:ヨコハマ
- マシン:日産・GT-RニスモGT3 (2014年型)

マシンを日産・GT-RニスモGT3に変更し、ドライバーも横溝直輝と密山祥吾のコンビに変更となった。また、グループA時代のスポンサーであるSTPと21年ぶりのコラボとなった。

2015年（平成27年）は2016年（平成28年）に向けたマシン選定のため1年間休止することを発表した。

#### 2016年（平成28年）
- #26 Team TAISAN SARD
- ドライバー:密山祥吾(Rd.1,2,4-6)／元嶋佑弥／中野信治(Rd.6)／近藤翼(Rd.3,8)
- タイヤ:ヨコハマ
- マシン:アウディ・R8 LMS

1年の休止後、サードとジョイントして参戦する。また本拠地をサードとともに福島県に移した。

#### 2017年（平成29年）
- #26 TAISAN SARD R8 FUKUSHIMA
- ドライバー:山田真之亮／ジェイク・パーソンズ／クリスチャン・クリエン(Rd.6)
- タイヤ:ヨコハマ
- マシン:アウディ・R8 LMS

#### 2018年（平成30年）
- #26 TAISAN R8 FUKUSHIMA
- ドライバー:山田真之亮／川端伸太朗／中野信治(Rd.2)
- タイヤ:ヨコハマ
- マシン:アウディ・R8 LMS

サードとのジョイントを解消し自社単独参戦に変更。スーパーバイザーに中野信治が就任した。